# Comuna Rodna, Bistrița-Năsăud
Rodna este o comună în județul Bistrița-Năsăud, Transilvania, România, formată din satele Rodna (reședința) și Valea Vinului.

## Demografie
Componența etnică a comunei Rodna
     Români (82,78%)
     Romi (6,9%)
     Maghiari (2,87%)
     Alte etnii (0,17%)
     Necunoscută (7,3%)
Componența confesională a comunei Rodna
     Ortodocși (71,65%)
     Romano-catolici (7,96%)
     Penticostali (6,53%)
     Greco-catolici (4,11%)
     Alte religii (2,18%)
     Necunoscută (7,56%)
Conform recensământului efectuat în 2021, populația comunei Rodna se ridică la 6.003 locuitori, în creștere față de recensământul anterior din 2011, când fuseseră înregistrați 5.777 de locuitori. Majoritatea locuitorilor sunt români (82,78%), cu minorități de romi (6,9%) și maghiari (2,87%), iar pentru 7,3% nu se cunoaște apartenența etnică. Din punct de vedere confesional, majoritatea locuitorilor sunt ortodocși (71,65%), cu minorități de romano-catolici (7,96%), penticostali (6,53%) și greco-catolici (4,11%), iar pentru 7,56% nu se cunoaște apartenența confesională.

## Politică și administrație
Comuna Rodna este administrată de un primar și un consiliu local compus din 15 consilieri. Primarul, Valentin Iosif Grapini[*], de la Partidul Social Democrat, este în funcție din 2016. Începând cu alegerile locale din 2024, consiliul local are următoarea componență pe partide politice:
|  | Partid                          | Consilieri | Componența Consiliului | Componența Consiliului | Componența Consiliului | Componența Consiliului | Componența Consiliului | Componența Consiliului | Componența Consiliului | Componența Consiliului | Componența Consiliului |
|  | ------------------------------- | ---------- | ---------------------- | ---------------------- | ---------------------- | ---------------------- | ---------------------- | ---------------------- | ---------------------- | ---------------------- | ---------------------- |
|  | Partidul Social Democrat        | 9          |                        |                        |                        |                        |                        |                        |                        |                        |                        |
|  | Alianța Dreapta Unită           | 5          |                        |                        |                        |                        |                        |                        |                        |                        |                        |
|  | Alianța pentru Unirea Românilor | 1          |                        |                        |                        |                        |                        |                        |                        |                        |                        |

## Atracții turistice

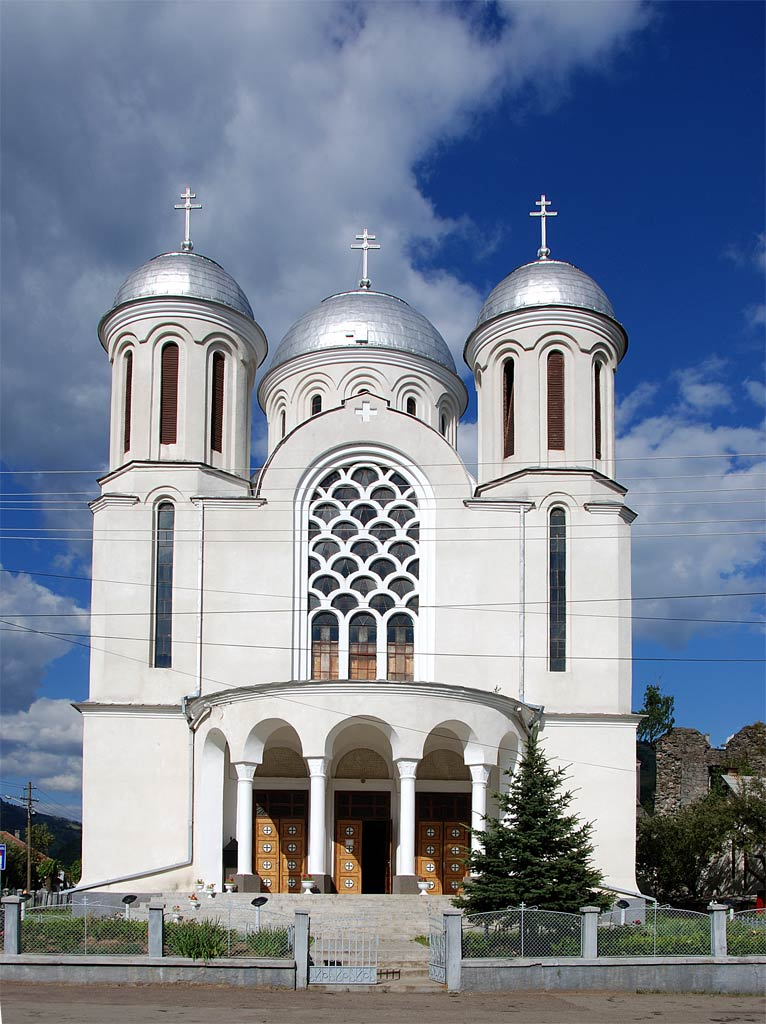
Biserica Ortodoxă din Rodna

- Ruinele bisericii Sfânta Maria din Rodna, bazilică romanică datând de la începutul secolului al XIII-lea
- Biserica ortodoxă din satul Rodna
- Parcul Național Munții Rodnei
- Rezervația naturală "Poiana cu narcise" (5 ha)
- Trasee montane înspre:

- Lacul Lala Mare
- Lacul Lala Mic
- Vârful Ineu din Munții Rodnei
- Muzeul de Etnografie și al Mineritului din satul Rodna
- Casa Scriitorului din satul Valea Vinului